# باول بوردمان
باول بوردمان (بالإنجليزية: Paul Boardman)‏ (1973 - ) هو لاعب كرة قدم بريطاني في مركز الهجوم. لعب مع نادي بليموث أرجايل.